# Lönnticka
Lönnticka (Oxyporus populinus) är en svampart som först beskrevs av Heinrich Christian Friedrich Schumacher, och fick sitt nu gällande namn av Donk 1933. Enligt Catalogue of Life ingår Lönnticka i släktet Oxyporus, klassen Agaricomycetes, divisionen basidiesvampar och riket svampar, men enligt Dyntaxa är tillhörigheten istället släktet Oxyporus, familjen Polyporaceae, ordningen Polyporales, klassen Agaricomycetes, divisionen basidiesvampar och riket svampar. Arten är reproducerande i Sverige. Inga underarter finns listade i Catalogue of Life.

## Källor

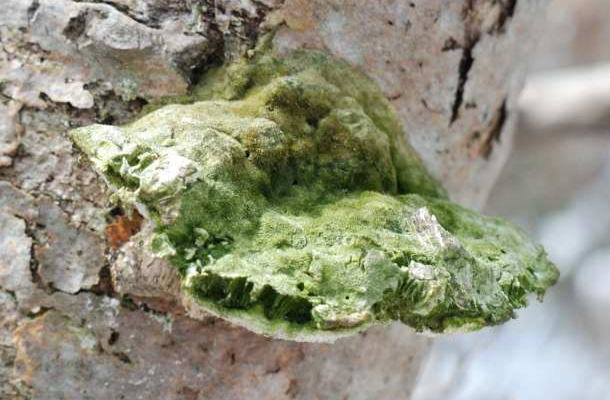
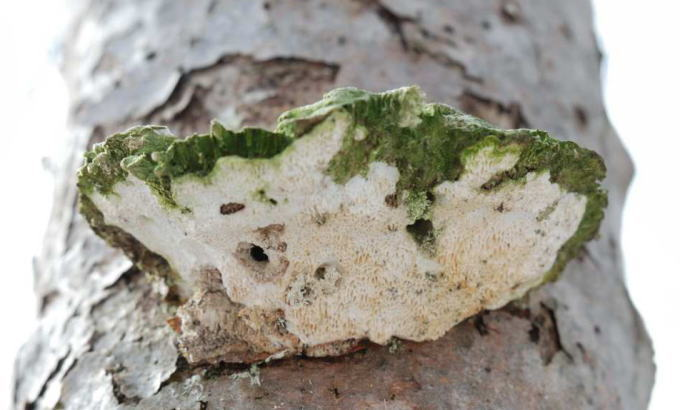
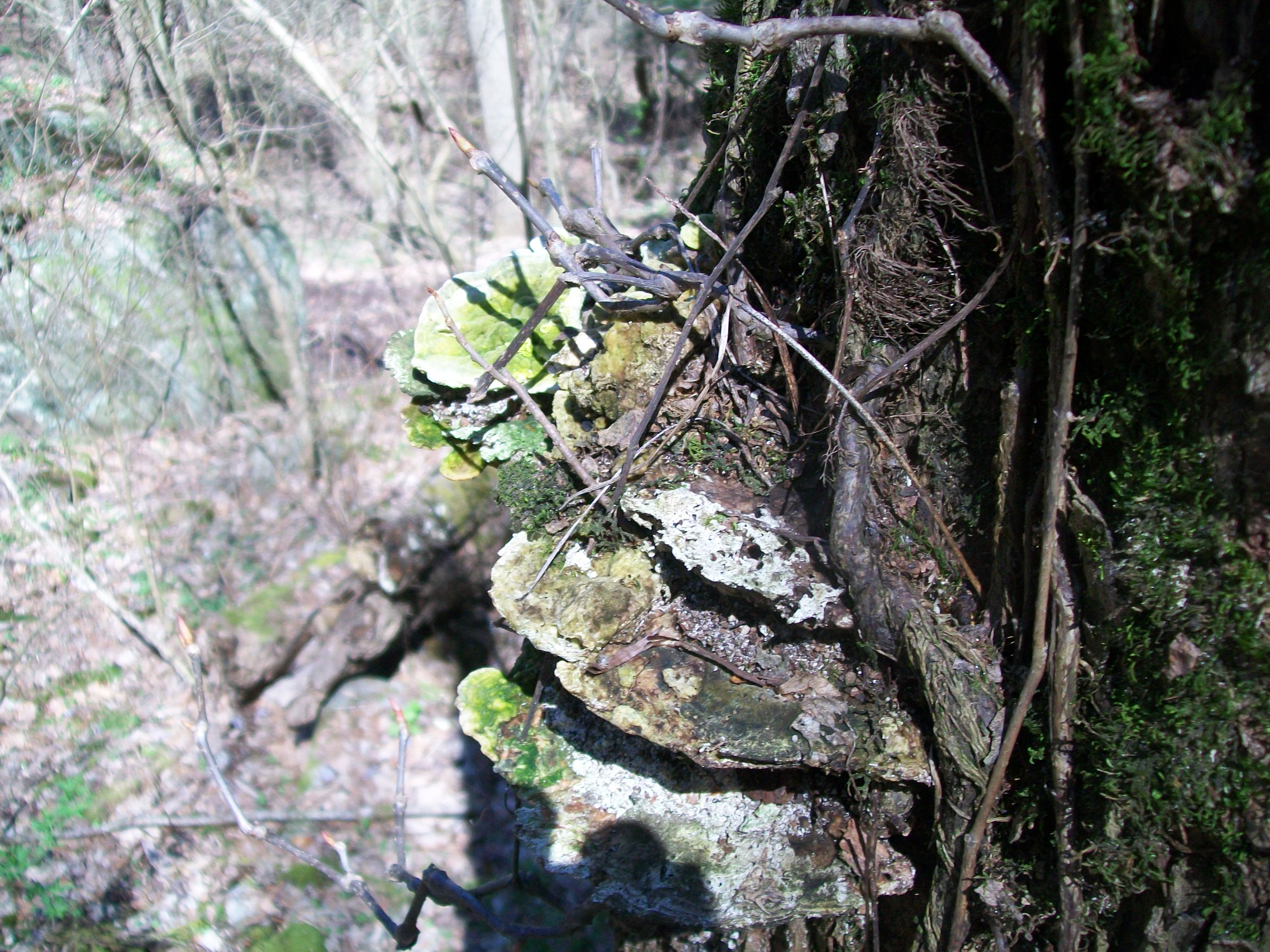
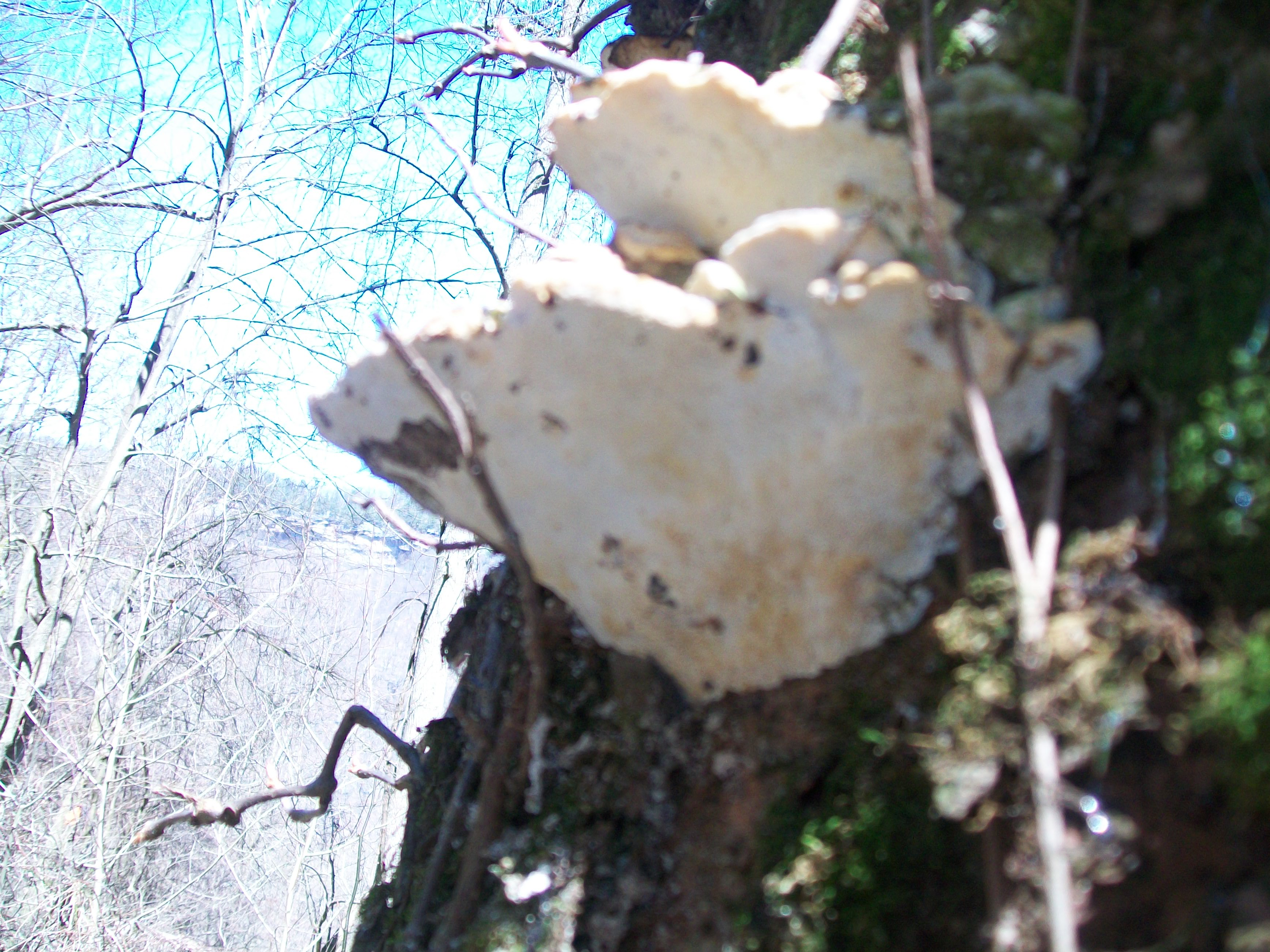
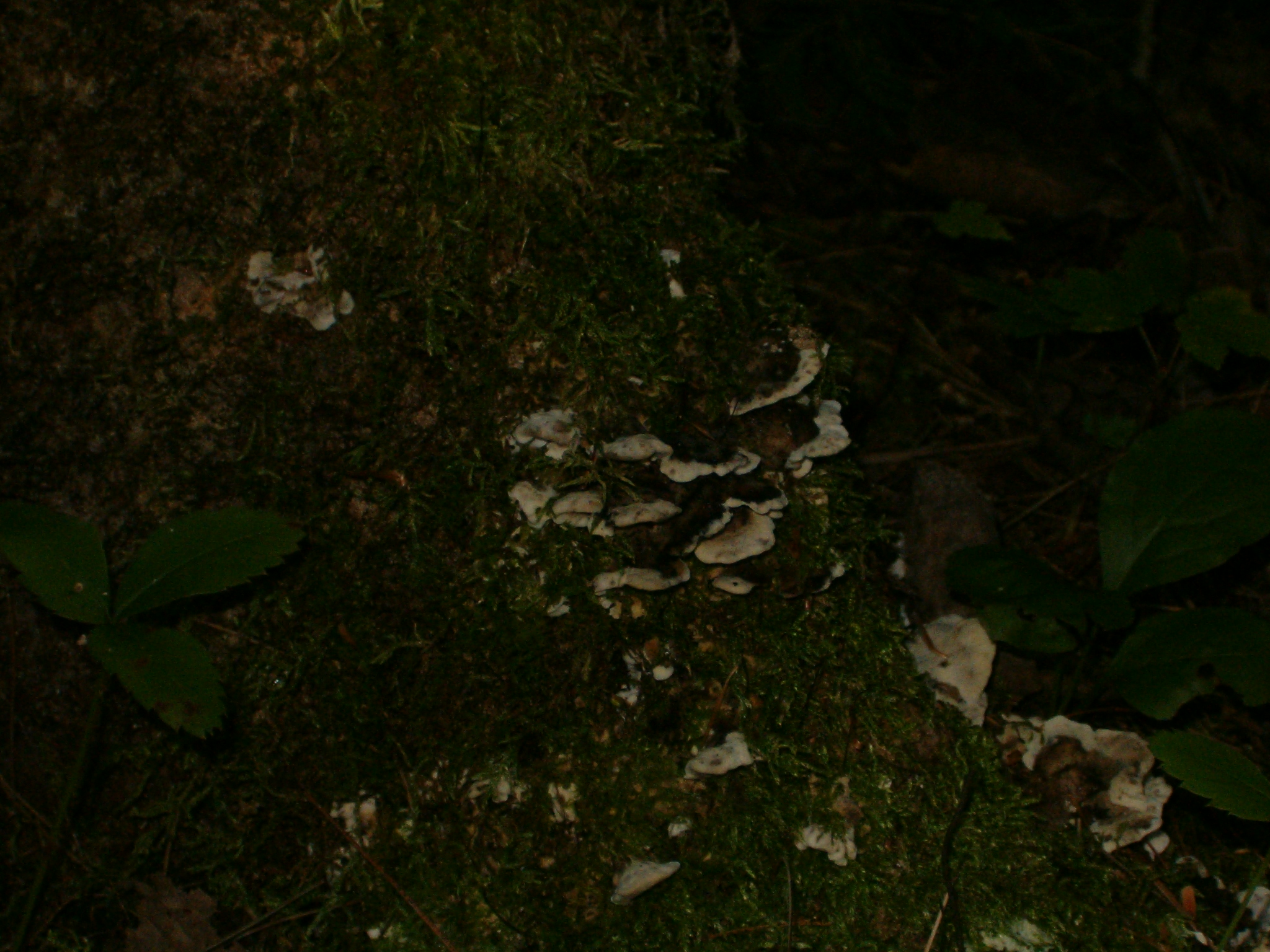
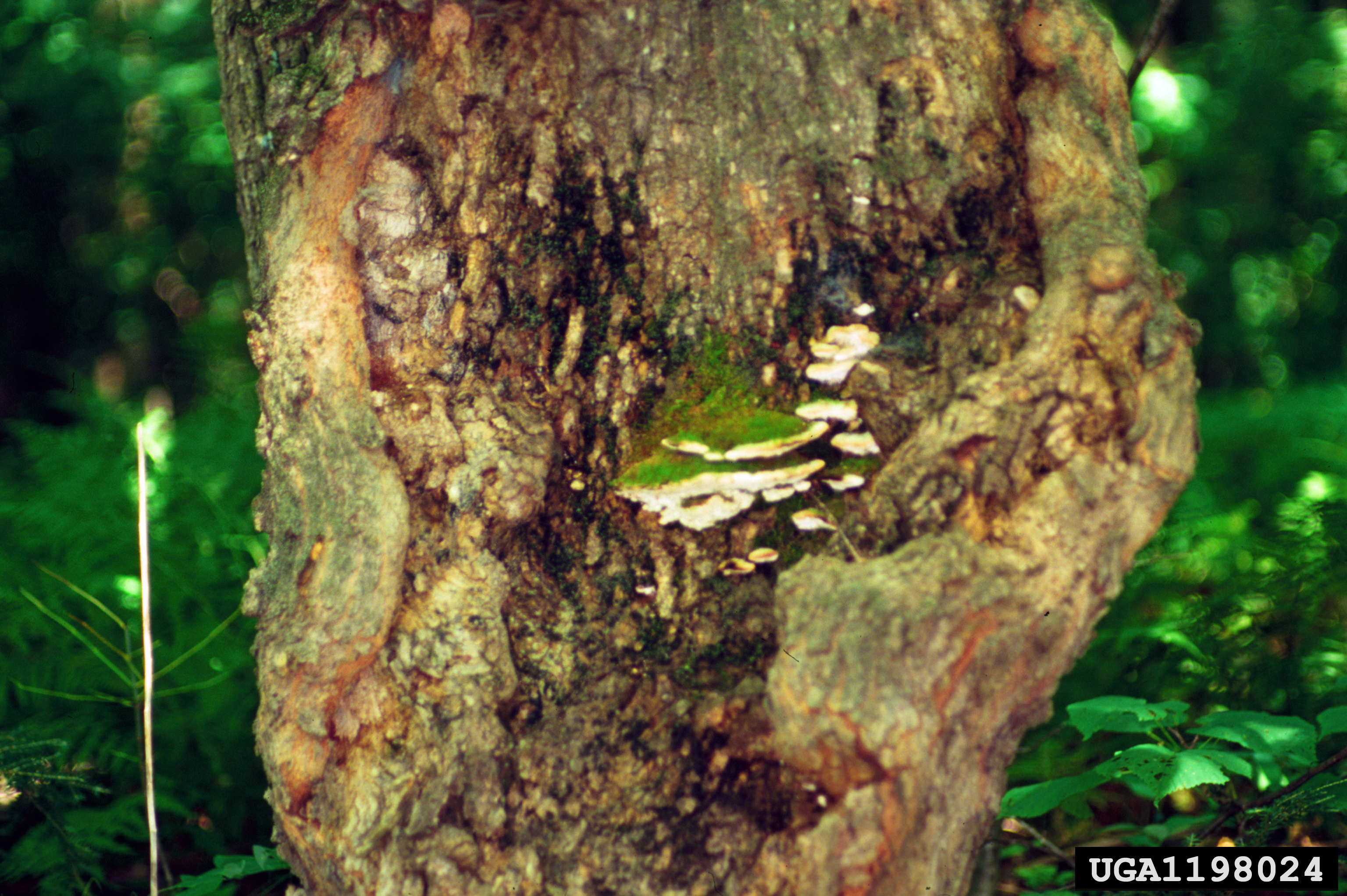